# Wahlen zum Senat der Vereinigten Staaten 2006
Am 7. November 2006 fanden Wahlen zum Senat der Vereinigten Staaten statt. Es standen 33 der 100 Sitze zur Wahl (Klasse I). Die Demokraten konnten die Mehrheit den Republikanern abnehmen. Die Wahlen waren ein Teil der Halbzeitwahlen zwischen den Wahlen zum Präsidenten.
Die Amtszeit des 110. Senats dauerte vom 4. Januar 2007 bis zum 3. Januar 2009.
Zu Veränderungen nach der Wahl siehe auch Liste der Mitglieder des Senats im 110. Kongress der Vereinigten Staaten.

## Ausgangslage

Offene Senatssitze in den Kongresswahlen 2006
Republikanischer Amtsinhaber
Nicht erneut kandidierender Republikaner
Demokratischer Amtsinhaber
Nicht erneut kandidierender Demokrat
Nicht erneut kandidierender Parteiloser
Staaten, deren Sitze nicht neu gewählt werden

Im 109. Senat hatten die Republikaner mit 55 Sitzen vor den oppositionellen Demokraten mit 44 Sitzen die Mehrheit. Ein Sitz wurde von einem Parteilosen gehalten, der jedoch regelmäßig mit den Demokraten stimmte.
Von den zur Wahl stehenden Sitzen wurden 17 von Demokraten und 15 von Republikanern gehalten. Um im Senat die Mehrheit zu erhalten, mussten die Demokraten somit 6 zusätzliche Sitze gewinnen, wobei die unabhängigen Kandidaten Joe Lieberman aus Connecticut und Bernie Sanders aus Vermont bereits vor der Wahl angekündigt hatten, im Falle ihres Sieges eine Fraktion („caucus“) mit den Demokraten einzugehen.
Andererseits konnten die Republikaner ohne Wirkung auf die Mehrheitsverhältnisse bis zu 5 Sitze verlieren, da Dick Cheney als Vizepräsident der Vereinigten Staaten und Präsident des Senats bei Stimmengleichheit die für die Republikaner entscheidende Stimme gibt. Da aber aufgrund der Geschäftsordnung des Senats eine „arbeitsfähige“ Mehrheit – ausreichend Stimmen, um einen Filibuster zu beenden – erst mit 60 Stimmen gegeben ist, gab es für beide Parteien Anreize, um jeden zur Wahl stehenden Sitz zu kämpfen.
Noch stärker als im Repräsentantenhaus gilt auch im Senat die Erfahrung, dass derzeitige Amtsinhaber schwer zu besiegen sind. Entsprechend sind auch hier die umstrittensten Sitze solche, deren derzeitiger Inhaber nicht erneut zur Wahl antritt oder erst einmal gewählt wurde. Im Vorfeld der Wahlen galten laut Cook Political Report die Staaten Missouri, Montana, Ohio, Pennsylvania, Rhode Island, Virginia, Tennessee, New Jersey, Maryland, Arizona, Michigan, Washington und Minnesota als wahlentscheidend. Die restlichen 20 Staaten galten als solide republikanisch oder demokratisch. In Connecticut sollte sich die Wahl zwischen dem unabhängigen Kandidaten Lieberman und dem Demokraten Lamont entscheiden. Die Wahl des unabhängigen Kandidaten Sanders in Vermont galt dem Politikinstitut zufolge als sicher.
In den Kongresswahlen 2006 gab es vier Sitze, deren Amtsinhaber nicht neu kandidierten:
- Mark Dayton für Minnesota (Demokrat),
- Bill Frist für Tennessee (Republikaner),
- Jim Jeffords für Vermont (Parteilos) und
- Paul Sarbanes für Maryland (Demokrat).

Insgesamt wurde ein Sieg der Demokraten für möglich, aber unwahrscheinlich gehalten.

## Wahlergebnisse

### Zusammenfassung
Nach der Wahl 2006 gehörten der republikanischen Fraktion 49 und der demokratischen Fraktion 51 Mitglieder.
Zwar kam die Demokratische Partei nach den Wahlen nur auf 49 Sitze, doch werden sich ihr im Senat zwei als Unabhängige ins Rennen gegangene Kandidaten anschließen. So wird der Senator Bernie Sanders, der keiner Partei angehört, Mitglied der demokratischen Fraktion sein. Senator Joe Lieberman kandidierte als unabhängiger Kandidat, nachdem er die parteiinternen Vorwahlen der Demokraten in Connecticut verlor, ist jedoch weiterhin Mitglied der Demokratischen Partei und wird ebenso der Fraktion der Demokraten angehören.
Gegen Ende kam es im Senatsrennen auf die Mehrheitsverhältnisse in den Staaten Montana und Virginia an. Zuvor stand es 49 Sitze für die Republikaner zu 49 Sitze für die Demokraten (inkl. Sanders und Lieberman). Letztendlich kippte die Mehrheit in beiden umkämpften Staaten zugunsten der demokratischen Bewerber. Die Entscheidung in Virginia war dabei so eng, dass der unterlegene Kandidat der Republikaner George Allen per Gesetz hätte eine Nachzählung verlangen können, jedoch darauf verzichtete.
Den Demokraten gelang es somit in sechs Staaten den republikanischen Amtsinhaber zu schlagen, nämlich in Rhode Island, Pennsylvania, Missouri, Ohio, Montana und Virginia.
Dabei erregten insbesondere die Niederlagen der beiden republikanischen Schwergewichte Rick Santorum in Pennsylvania und Allen in Virginia nationales Aufsehen. Beide hatten eine Kandidatur für die Präsidentschaft im Jahr 2008 erwogen und insbesondere George Allen galt als sichere Bank. Er schwächte sich aber durch unüberlegte Bemerkungen im Wahlkampf, die als rassistisch angesehen wurden, selbst.

### Gesamtergebnisse
| Partei | Partei       | Letzte Wahl | Feste Sitze | Gewonnen | Ergebnis | Veränderung |
| ------ | ------------ | ----------- | ----------- | -------- | -------- | ----------- |
|        | Republikaner | 55          | 40          | 9        | 49       | −6          |
|        | Demokraten   | 44          | 27          | 22       | 49       | +5          |
|        | Andere       | 1           | -           | 2        | 2        | +1          |

siehe auch: Liste der Mitglieder des Senats im 110. Kongress der Vereinigten Staaten

### Wahlergebnis nach Bundesstaaten
| Bundesstaat   | Republikaner | Republikaner | Republikaner | Demokraten | Demokraten | Demokraten | Andere | Andere  | Andere |
| Bundesstaat   |              | Stimmen      | Anteil       |            | Stimmen    | Anteil     |        | Stimmen | Anteil |
| ------------- | ------------ | ------------ | ------------ | ---------- | ---------- | ---------- | ------ | ------- | ------ |
| Arizona       |              | 814.393      | 53 %         |            | 664.137    | 44 %       |        | 48.230  | 3 %    |
| Connecticut   |              | 109.196      | 10 %         |            | 450.837    | 40 %       |        | 574.729 | 50 %   |
| Delaware      |              | 69.734       | 29 %         |            | 170.567    | 70 %       |        | 2.671   | 1 %    |
| Florida       |              | 1.826.127    | 38 %         |            | 2.890.548  | 60 %       |        | 76.859  | 2 %    |
| Hawaii        |              | 126.075      | 37 %         |            | 210.311    | 61 %       |        | 6.412   | 2 %    |
| Indiana       |              | 1.171.256    | 87 %         |            | -          | -          |        | 169.424 | 13 %   |
| Kalifornien   |              | 2.817.841    | 35 %         |            | 4.757.569  | 59 %       |        | 437.922 | 6 %    |
| Maine         |              | 394.578      | 74 %         |            | 108.857    | 21 %       |        | 27.586  | 5 %    |
| Maryland      |              | 684.618      | 44 %         |            | 855.563    | 54 %       |        | 24.914  | 2 %    |
| Massachusetts |              | 658.374      | 31 %         |            | 1.497.304  | 69 %       |        | -       | -      |
| Michigan      |              | 1.560.297    | 41 %         |            | 2.151.087  | 57 %       |        | 69.263  | 2 %    |
| Minnesota     |              | 835.670      | 38 %         |            | 1.278.911  | 58 %       |        | 88.245  | 4 %    |
| Mississippi   |              | 375.307      | 64 %         |            | 205.518    | 35 %       |        | 9.099   | 2 %    |
| Missouri      |              | 987.383      | 47 %         |            | 1.028.920  | 49 %       |        | 65.023  | 4 %    |
| Montana       |              | 195,456      | 48 %         |            | 198.304    | 49 %       |        | 10.324  | 3 %    |
| Nebraska      |              | 210.826      | 36 %         |            | 371.334    | 64 %       |        | -       | -      |
| Nevada        |              | 322.366      | 55 %         |            | 238.663    | 41 %       |        | 21.263  | 4 %    |
| New Jersey    |              | 975.389      | 45 %         |            | 1.162.054  | 53 %       |        | 49.869  | 2 %    |
| New Mexico    |              | 163.732      | 29 %         |            | 394.079    | 71 %       |        | 376     | 0 %    |
| New York      |              | 1.328.423    | 31 %         |            | 2.816.714  | 67 %       |        | 86.681  | 2 %    |
| North Dakota  |              | 64.304       | 29 %         |            | 149.936    | 69 %       |        | 3.582   | 2 %    |
| Ohio          |              | 1.680.999    | 44 %         |            | 2.133.690  | 56 %       |        | -       | -      |
| Pennsylvania  |              | 1.652.420    | 41 %         |            | 2.343.727  | 59 %       |        | -       | -      |
| Rhode Island  |              | 178.548      | 47 %         |            | 205.274    | 53 %       |        | -       | -      |
| Tennessee     |              | 927.343      | 51 %         |            | 877.716    | 48 %       |        | 23.663  | 1 %    |
| Texas         |              | 2.659.380    | 62 %         |            | 1.554.483  | 36 %       |        | 97.622  | 2 %    |
| Utah          |              | 344.416      | 63 %         |            | 169.369    | 31 %       |        | 36.190  | 6 %    |
| Vermont       |              | 84.517       | 32 %         |            | -          | -          |        | 176.422 | 68 %   |
| Virginia      |              | 1.165.324    | 49 %         |            | 1.172.541  | 50 %       |        | 26.102  | 1 %    |
| Washington    |              | 818.593      | 40 %         |            | 1.160.157  | 57 %       |        | 65.073  | 3 %    |
| West Virginia |              | 153.001      | 34 %         |            | 293.605    | 64 %       |        | 8.473   | 2 %    |
| Wisconsin     |              | 629.127      | 30 %         |            | 1.436.623  | 67 %       |        | 66.704  | 3 %    |
| Wyoming       |              | 134.942      | 70 %         |            | 57.640     | 30 %       |        | -       | -      |

## Einzelne Senatsrennen

### Connecticut

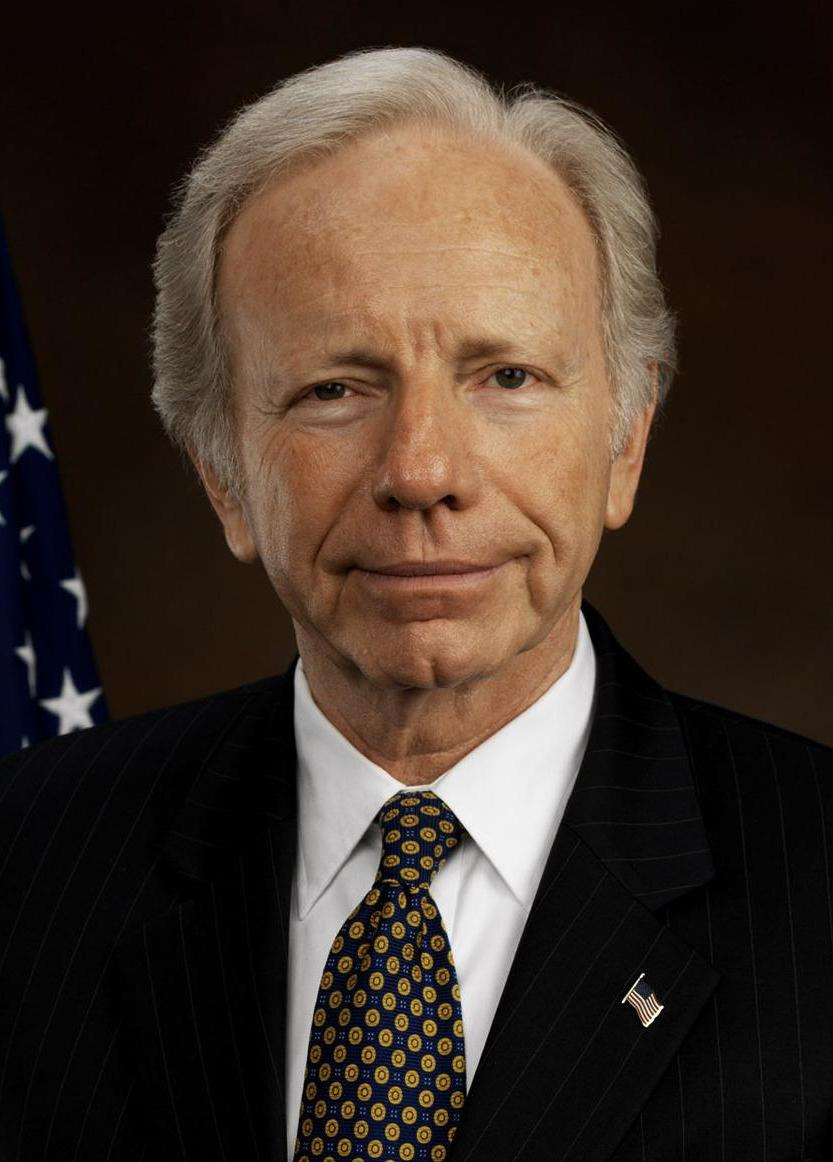
Joe Lieberman

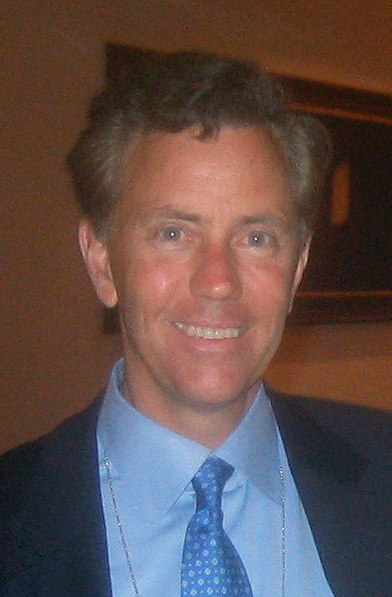
Ned Lamont

Der ehemals demokratische Amtsinhaber Joe Lieberman trat als Unabhängiger an, da er
in den Vorwahlen seiner Partei am 8. August 2006 Ned Lamont unterlag. Lieberman stand in der Demokratischen Partei für seine Unterstützung des Irakkriegs unter massiver Kritik. Für die Republikaner trat Alan Schlesinger an.
Lieberman setzte sich am Ende mit 50 % der Stimmen durch. Auf Lamont entfielen 40 % der Stimmen und auf Schlesinger 10 % der Stimmen. Viele Republikaner gaben hierbei Lieberman ihre Stimme. Der Republikaner Schlesinger war von Beginn an chancenlos und konnte auch nicht auf die Unterstützung seiner Partei hoffen. Trotzdem gehörte Lieberman in der Folge der Fraktion der Demokraten an.

### Missouri

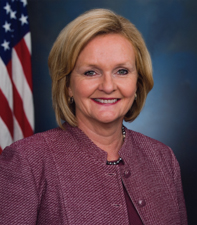
Claire McCaskill

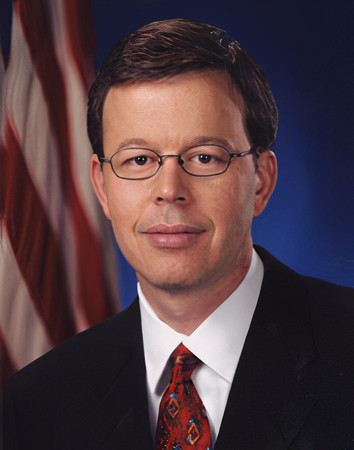
Jim Talent

Der Republikaner Jim Talent hatte sich im Jahr 2002 bei einer Sonderwahl knapp gegen die demokratische Amtsinhaberin Jean Carnahan durchgesetzt. Ihr Ehemann Mel Carnahan war kurz vor der Senatswahl im Jahr 2000 bei einem Flugzeugabsturz gestorben, errang aber trotzdem mehr Stimmen als John Ashcroft. Daraufhin war seine Frau zur Senatorin ernannt worden.
Für die Demokratische Partei trat Claire McCaskill gegen Talent an. Themenschwerpunkte im Wahlkampf waren ein Referendum über Stammzellenforschung sowie eine Erhöhung des gesetzlichen Mindestlohns. Senator Talent sprach sich gegen die Stammzellenforschung und Mindestlohnerhöhung aus, während seine demokratische Herausforderin beide Vorschläge befürwortete. In einem Wahlkampfspot für McCaskill sprach sich auch der unter der Parkinson-Krankheit leidende Schauspieler Michael J. Fox für die Legalisierung der Stammzellenforschung aus.
Das Rennen gehörte zu den spannendsten und ausgeglichensten. Beide Bewerber lagen laut Umfragen vor der Wahl gleichauf. Schließlich setzte sich McCaskill gegen Talent mit einer Stimmenverteilung von 50 % zu 47 % durch.

### Montana

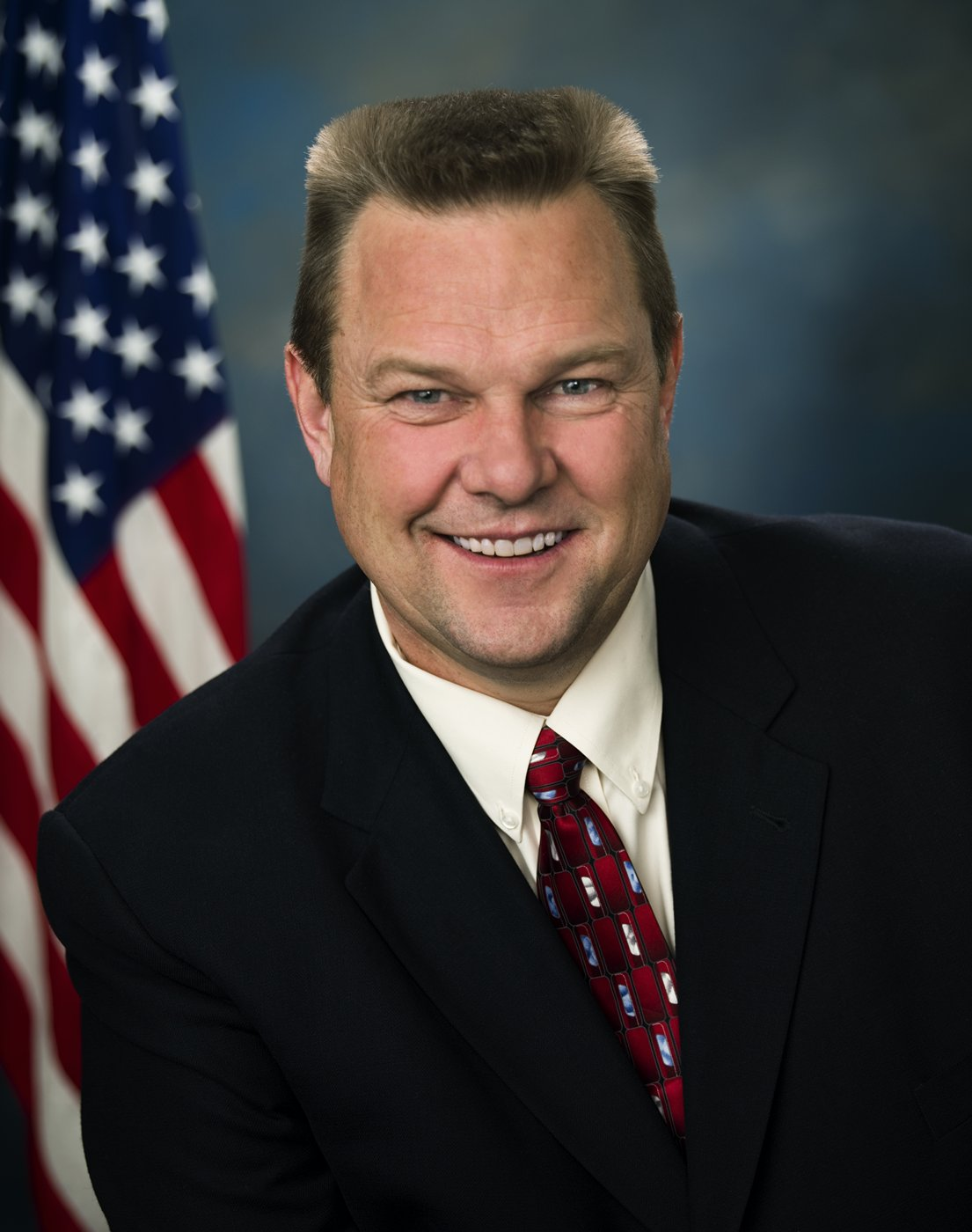
Jon Tester

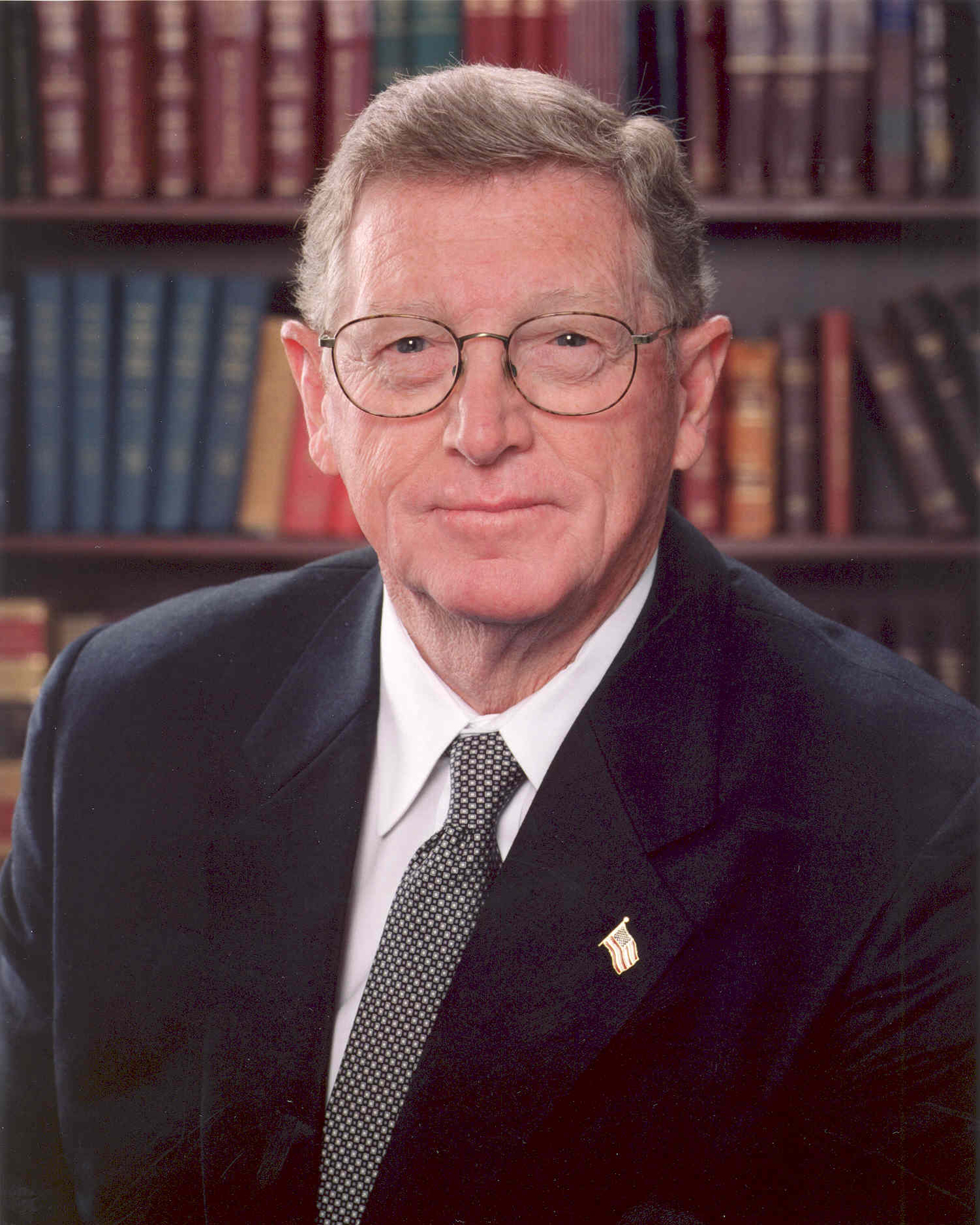
Conrad Burns

Der republikanische Amtsinhaber Conrad Burns gewann die Wahl im Jahr 2000 vor dem Demokraten Brian Schweitzer, dem späteren Gouverneur Montanas, hauchdünn mit 3 % Vorsprung, obwohl George W. Bush bei der gleichzeitigen Präsidentschaftswahl Montana mit über 20 % Vorsprung für sich entschied. Zusammen mit den vermeintlichen Verwicklungen von Burns in die Jack-Abramoff-Affäre und dem Erstarken der Demokratischen Partei in Montana entwickelte sich zunehmend eines der wichtigsten Rennen dieses Jahres. Gegen Burns trat der demokratische Vorsitzende des Senats von Montana, Jon Tester, an.
Lange Zeit war der Ausgang des Rennens völlig offen. Doch auch hier konnte sich der demokratische Bewerber Tester gegen den Amtsinhaber Burns mit einem hauchdünnen Vorsprung durchsetzen.

### New Jersey

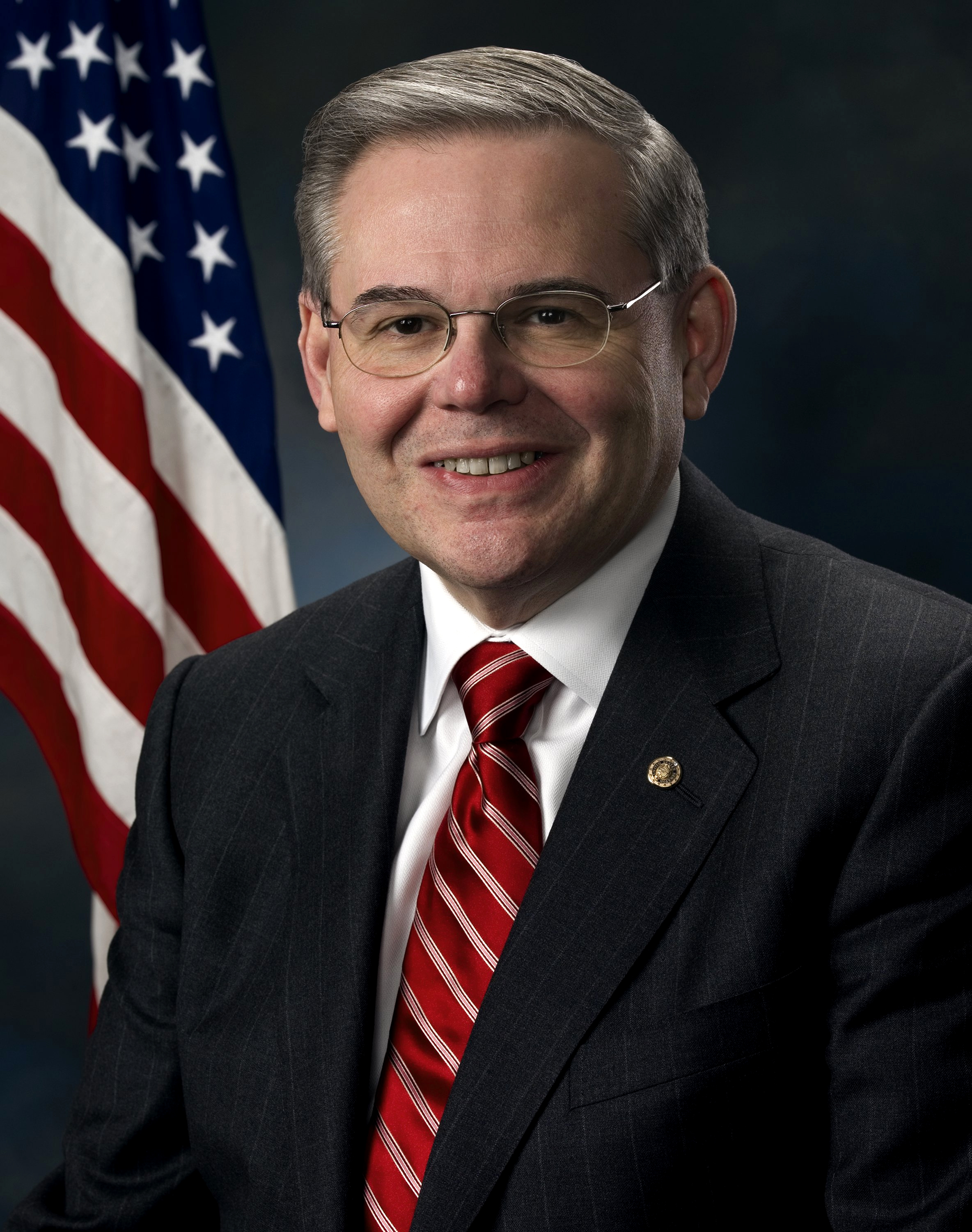
Bob Menendez

Der Demokrat Jon Corzine, der im Jahr 2000 den Senatssitz für New Jersey gewonnen hatte, wurde 2005 zum Gouverneur des Staates gewählt. Corzine ernannte den Abgeordneten des Repräsentantenhauses, Bob Menendez, zu seinem Nachfolger. Für die Republikaner trat Thomas Kean Jr., der Sohn des ehemaligen Gouverneurs von New Jersey, Thomas Kean, an. Das Rennen galt als eines der wichtigsten dieses Jahres und stellte für die Republikaner die wahrscheinlich einzige Möglichkeit dar, den Demokraten einen Sitz im Senat abzunehmen. Hatte Kean im Sommer in einigen Umfragen noch einen Vorsprung gegenüber Menendez, wendete sich Anfang Oktober das Blatt zugunsten des Demokraten. New Jersey gilt als demokratische Hochburg und stimmte zuletzt 1972 für einen republikanischen Senatskandidaten. Am Ende konnte sich Menendez durchsetzen.

### New York

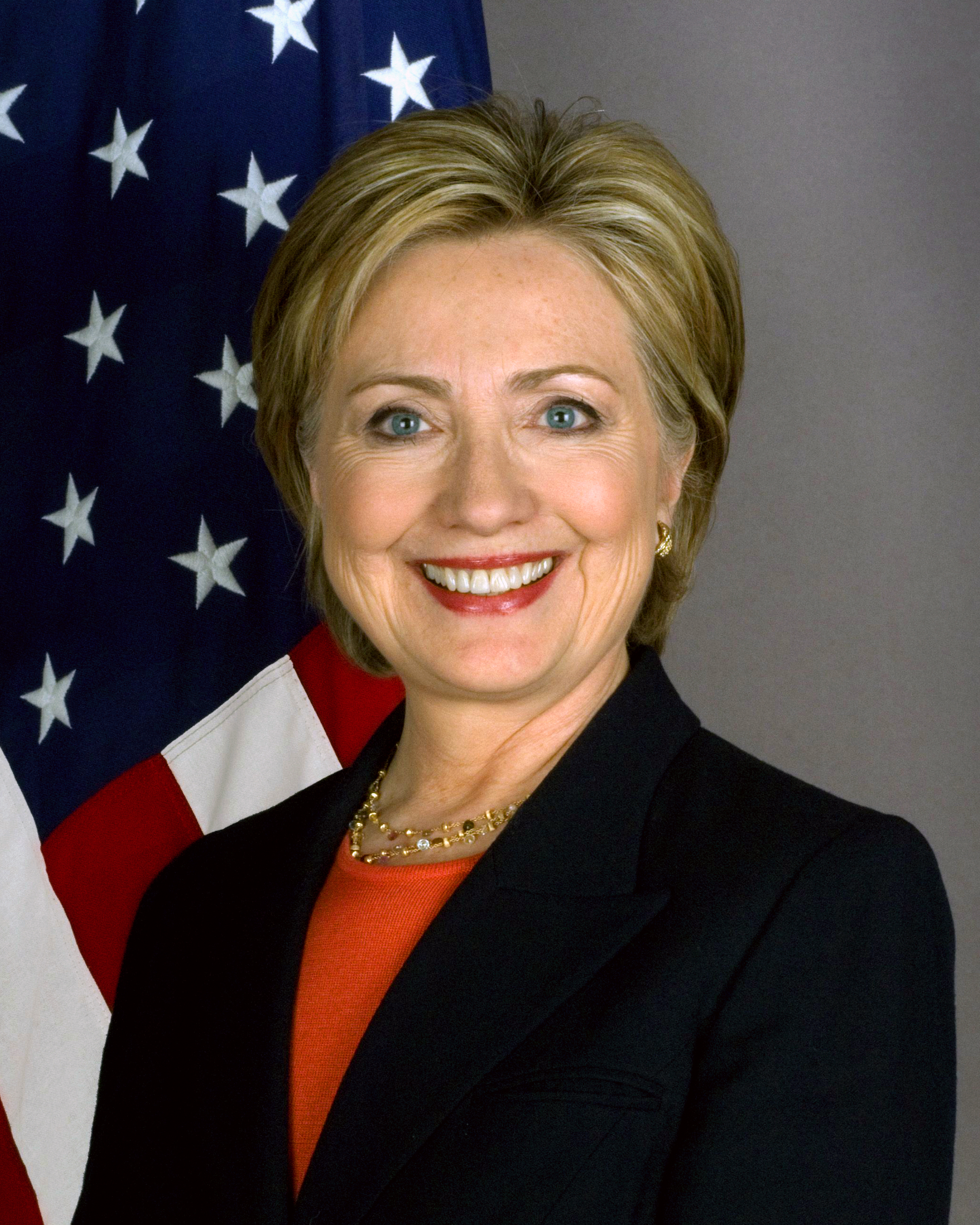
Hillary Clinton

Amtsinhaberin Hillary Clinton, die Ehefrau des ehemaligen US-Präsidenten Bill Clinton, konnte sich klar gegen den Republikaner und Bürgermeister der Stadt Yonkers, John Spencer, durchsetzen. Obwohl bereits vor der Wahl abzusehen war, dass Clinton wiedergewählt würde, rief das Rennen der ehemaligen First Lady ein reges Medieninteresse hervor. Allerdings war weniger die Senatorin Clinton als die mögliche Präsidentschaftskandidatin für die Präsidentschaftswahl 2008 von Interesse. Während Clinton sich bedeckt hielt und dies nur nicht ausschließen wollte, hob Spencer hervor, dass er keine Ambitionen zur Präsidentschaft hätte und im Gegensatz zu Clinton volle sechs Jahre im Senat bleiben wolle.

### Ohio
Die Chancen zur Wiederwahl von Senator Mike DeWine wurden durch eine Korruptionsaffäre der Republikanischen Partei in Ohio sowie die geringe Popularität des republikanischen Gouverneurs Bob Taft beeinträchtigt. Kandidat der Demokraten war der Abgeordnete im Repräsentantenhaus, Sherrod Brown. Dieser gewann letztlich die Wahl.

### Pennsylvania
Der republikanische Amtsinhaber Rick Santorum trat gegen den Demokraten Bob Casey an. Santorum hat den Ruf, besonders konservativ zu sein und ist eine starke Stimme seiner Partei. Santorums Sitz galt als Hauptziel der Demokraten. Santorum verlor seinen Sitz überraschend klar an den demokratischen Herausforderer Casey.

### Rhode Island
Senator Lincoln Chafee galt als einer der liberalsten Republikaner im US-Senat. Dennoch stand er vor einer komplizierten Situation, denn sein demokratischer Herausforderer Sheldon Whitehouse ist ebenfalls liberal und wurde deshalb im ohnehin schon zu den Demokraten neigenden Rhode Island favorisiert. Rhode Island war zudem der Bundesstaat mit der größten Ablehnung gegen den damaligen Präsidenten George W. Bush. Nur rund ein Viertel der Bevölkerung war mit seiner Amtsführung zufrieden.
Letztlich konnte sich Whitehouse gegen Chafee durchsetzen.

### Tennessee

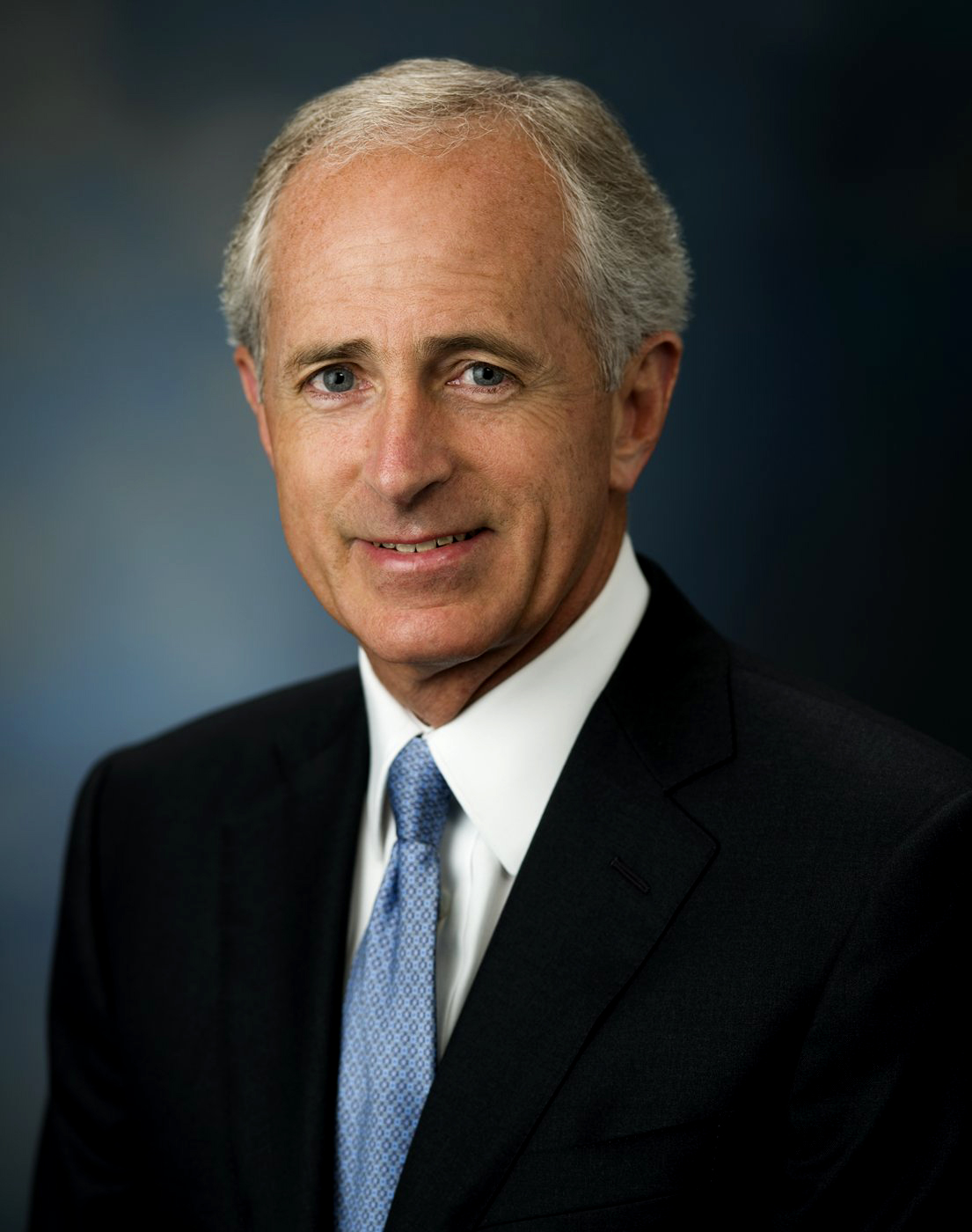
Bob Corker

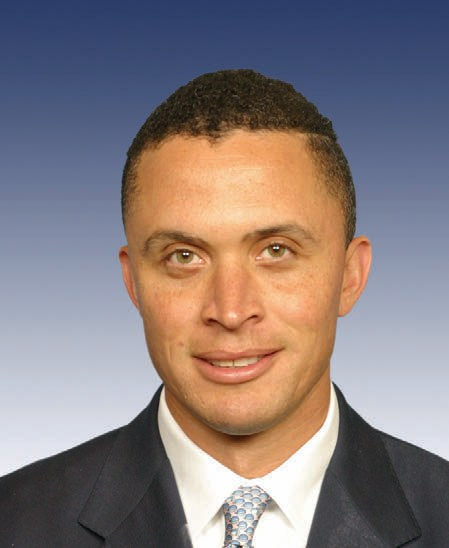
Harold Ford

Senator Bill Frist, damaliger Mehrheitsführer im Senat, hatte angekündigt, dass er seinen Sitz mit dem Ende seiner zweiten Amtszeit aufgeben würde. Es wurde davon ausgegangen, dass Frist an einer Kandidatur bei der Präsidentschaftswahl 2008 interessiert war.
Obwohl die Stimmen Tennessees im Electoral College 2000 und 2004 jeweils an George W. Bush gingen, ist die Mehrzahl der gewählten Amtsträger im Bundesstaat Demokraten. Ebenso ist die Mehrheit der registrierten Wähler in Tennessee Demokraten und die Mehrheit der Sitze des Bundesstaats im Repräsentantenhaus durch Demokraten besetzt.
Der demokratische Kandidat für den Senatssitz war Harold Ford Jr., seit 1997 Abgeordneter im Repräsentantenhaus, der in der Wahl auf den Republikaner Bob Corker traf. Das Rennen galt lange als sehr offen. Am Ende konnte sich der Republikaner Corker gegen Ford mit einer dünnen Mehrheit durchsetzen. Der Wahlkampf in Tennessee wurde von Negative Campaigning überschattet. So wurde Ford in einem TV-Spot unterstellt, er habe an Playboy-Partys teilgenommen, und es wurde suggeriert, dass er als Schwarzer sich in erster Linie für weiße Frauen interessiert habe.

### Vermont

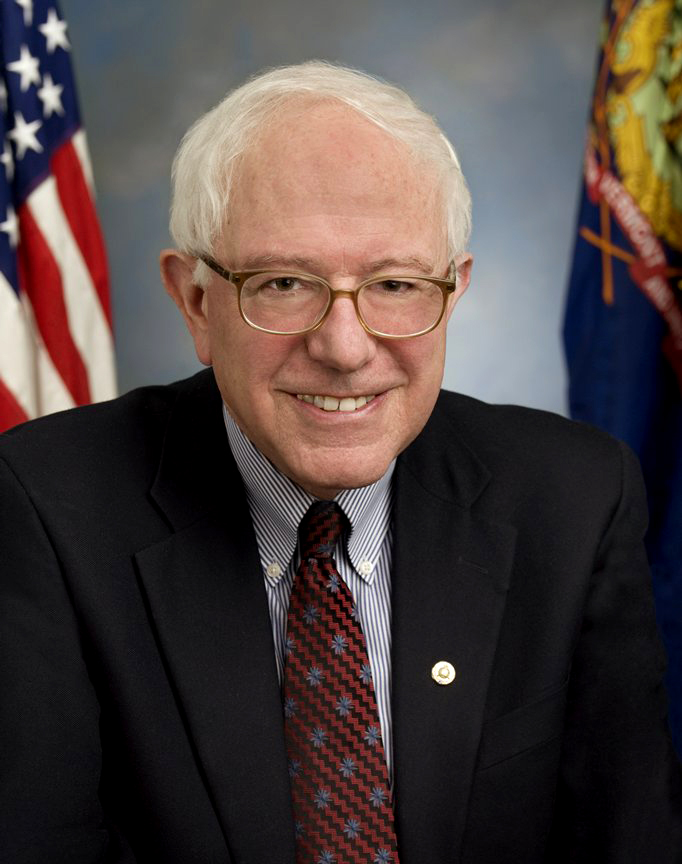
Bernie Sanders

Senator Jim Jeffords verließ die Republikanische Partei kurz nach seiner Wahl im Jahr 2000. Am 20. April 2005 erklärte er, dass er nicht erneut zur Wahl antreten würde. Die Demokratische Partei stellte keinen eigenen Kandidaten auf, da bereits mehrere demokratisch-neigende parteilose Kandidaten im Rennen waren, insbesondere Bernie Sanders, seit 1991 als Vermonts einziger Abgeordneter im Repräsentantenhaus.
Auf der Seite der Republikaner kandidierte Richard Tarrant. Sanders setzte sich mit großen Vorsprung gegen Tarrant durch. Er gilt als Sozialist und schloss sich im Senat den Demokraten an.

### Virginia

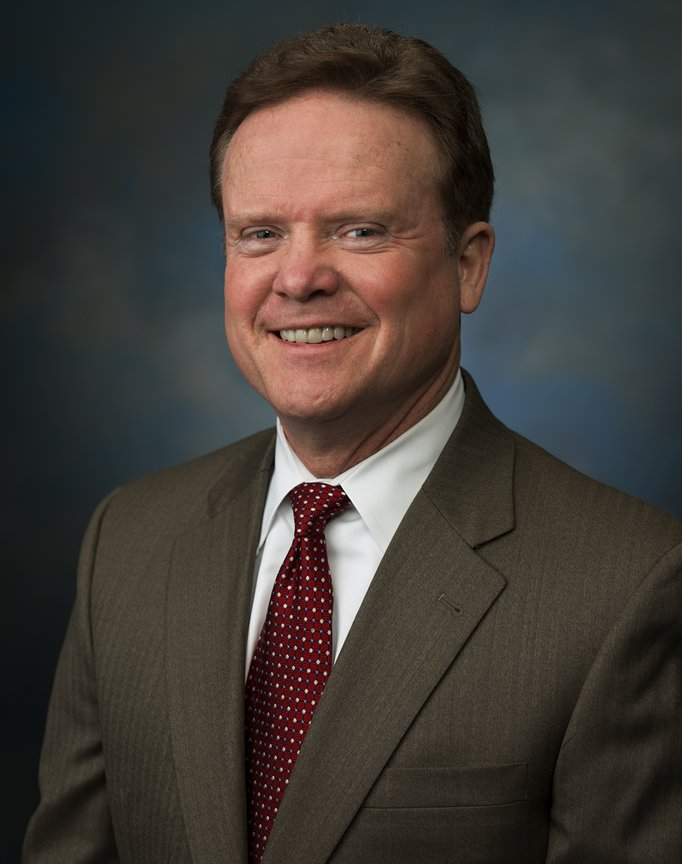
Jim Webb

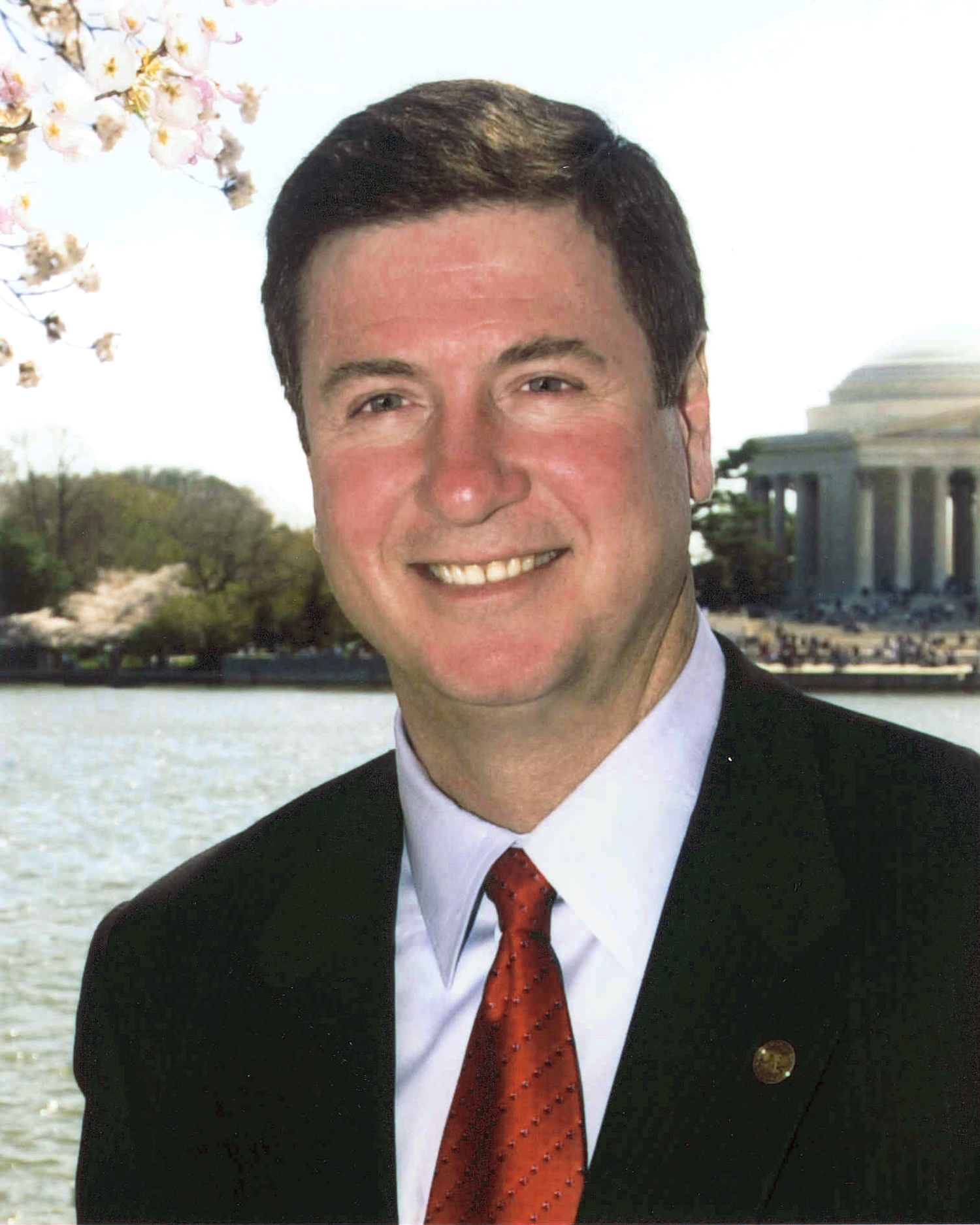
George Allen

Senator George Allen, der als ein möglicher Kandidat für die Präsidentschaftswahl 2008 galt, trat gegen den Demokraten und ehemaligen Marinestaatssekretär, Jim Webb, an. Dieser Sitz galt Anfang 2006 als sicher für Allen, jedoch schrumpfte sein Vorsprung aufgrund von zwiespältigen Aktionen und rassistischen Äußerungen während seiner Wahlkampfauftritte. Mitte August z. B. bezeichnete er einen Wahlhelfer seines demokratischen Kontrahenten, Shekar Ramanuja Sidarth, als „Makaken“ und begrüßte ihn mit: „Welcome to America“, obwohl der Mann indischer Herkunft bereits in den USA geboren wurde.
Der Ausgang von Virginia galt als bis zuletzt ungewiss, und es kam zu dem erwartenden Fotofinish. Webb konnte sich hauchdünn gegen Allen durchsetzen.